# Cantone di Châteauneuf-sur-Loire
Il Cantone di Châteauneuf-sur-Loire è una divisione amministrativa dell'arrondissement di Orléans.
A seguito della riforma approvata con decreto del 25 febbraio 2014, che ha avuto attuazione dopo le elezioni dipartimentali del 2015, è passato da 12 a 14 comuni.

## Composizione
I 12 comuni facenti parte prima della riforma del 2014 erano:
- Bouzy-la-Forêt
- Châteauneuf-sur-Loire
- Châtenoy
- Combreux
- Fay-aux-Loges
- Germigny-des-Prés
- Saint-Aignan-des-Gués
- Saint-Denis-de-l'Hôtel
- Saint-Martin-d'Abbat
- Seichebrières
- Sury-aux-Bois
- Vitry-aux-Loges

Dal 2015 i comuni appartenenti al cantone sono i seguenti 14:
- Bouzy-la-Forêt
- Châteauneuf-sur-Loire
- Combreux
- Darvoy
- Donnery
- Fay-aux-Loges
- Ingrannes
- Jargeau
- Saint-Denis-de-l'Hôtel
- Saint-Martin-d'Abbat
- Seichebrières
- Sully-la-Chapelle
- Sury-aux-Bois
- Vitry-aux-Loges